# Lauwers te Grijpskerk
De Lauwers te Grijpskerk is een voormalig waterschap in de Nederlandse provincie Groningen.
Het waterschap had een grootte van 138 ha en was gelegen ten westen van Pieterzijl op het "eiland" tussen de Oude Lauwers en het Zijldiep – een gedeelte ten noorden van de Lauwersweg vormde een eigen waterschap, de Polder Wiersma. Het waterschap had een molen aan de Lauwersweg die uitsloeg op de Lauwers.
De aanduiding Grijpskerk verwijst naar de naam van de toenmalige gemeente.
Waterstaatkundig gezien ligt het gebied sinds 1995 binnen dat van het wetterskip Fryslân.